# Fritz von Lossberg
Friedrich "Fritz" Karl von Lossberg (Bad Homburg, 30. travnja 1868. -  Lübeck, 4. svibnja 1942.) je bio njemački general i vojni zapovjednik. Tijekom Prvog svjetskog rata bio je načelnik stožera više armija i grupa armija na Zapadnom bojištu.

## Vojna karijera
Fritz von Lossberg rođen je 30. travnja 1868. u Bad Homburgu. U prusku vojsku stupio je nakon završetka kadetske škole 1888. godine. Od listopada 1894. pohađa Prusku vojnu akademiju nakon čega služi u 2. gardijskoj pukovniji smještenoj u Berlinu. Od travnja 1898. služi kao stožerni časniku u Glavnom stožeru nakon čega s činom satnika služi u stožeru XIV. korpusa sa sjedištem u Karlsruheu. Od travnja 1905. služi u stožeru 19. pješačke divizije, nakon čega s činom bojnika od listopada 1907. služi kao instruktor na vojnoj akademiji. Navedenu dužnost obavlja tri godine do listopada 1910. kada se ponovno vraća u stožer XIV. korpusa. U listopadu 1912. Lossberg postaje načelnikom stožera XIII. korpusa koju dužnost obavlja do početka Prvog svjetskog rata.

## Prvi svjetski rat
Na početku Prvog svjetskog rata Lossberg postaje načelnikom stožera XIII. korpusa koji se pod zapovjedništvom Maxa von Fabecka nalazio u sastavu 5. armije na Zapadnom bojištu. Kao načelnik stožera XIII. korpusa sudjeluje u Bitci u Ardenima. U siječnju 1915. postaje zamjenikom načelnika odjela za operacije Glavnog stožera koju dužnost obavlja do rujna te godine kada u jeku Druge bitke u Champagni postaje načelnikom stožera 3. armije koja se nalazila pod zapovjedništvom Karla von Einema. Od tada Lossberg postaje svojevrsni vatrogasac Glavnog stožera kojeg Glavni stožer šalje na dijelove bojišta koji su najugroženiji.
Drugog dana nakon početka savezničke ofenzive na Sommi Glavni stožer je postavio Lossberga za načelnika stožera 2. armije kojom je zapovijedao Fritz von Below s naredbom da stabilizira stanje zbog prijetnje proboja fronta. Lossberg je to uspješno učinio, te je, nakon što je od jedinica 2. armije ponovno formirana do tada raspuštena 1. armija, postao njenim načelnikom stožera.
U travnju 1917. Britanci su pokrenuli ofenzivu kod Arrasa zaprijetivši položajima 6. armije. Glavni stožer je ponovo postavio Lossberga ovog puta za načelnika stožera 6. armije, te se njemačka obrana održala. Za uspjehe u organiziranju njemačke obrane Lossberg je 24. travnja 1917. odlikovan ordenom Pour le Mérite. 
U lipnju 1917., kada je nakon Bitke kod Messinesa bilo izvjesno da će uslijediti novi britanski napad, Lossberg je postavljen za načelnika stožera 4. armije kojom je zapovijedao Friedrich Sixt von Arnim. Lossberg je tada, za razliku od prethodnih slučajeva, po prvi puta imao priliku organizirati obranu prije početka bitke. Učinio je to uspješno tako da Britanci u Trećoj bitci kod Ypresa nisu uspjeli probiti njemačku obranu.
U kolovozu 1917. Lossberg je promaknut u čin general bojnika. Lossberg je imao relativno minornu ulogu u organiziranju Ludendorffove Proljetne ofenzive. Kada je njemačke ofenziva zastala, Ludendorff je u lipnju 1918. nakratko vratio Lossberga u Glavni stožer kao savjetnika. Ne mogavši prihvatiti njegove savjete da se prijeđe u obranu, Ludendorff je Lossberga u kolovozu 1918. imenovao načelnikom stožera Grupe armija Boehn. Na toj dužnosti Lossberg je ostao do kraja listopada kada postaje načelnikom stožera Grupe armija vojvode Albrechta od Württemberga na kojoj dužnosti dočekuje i kraj Prvog svjetskog rata.

## Poslije rata
Nakon završetka rata Lossberg je ostao u vojsci prvo na dužnosti načelnika stožera Južne armije istočnih graničnih snaga. U ljetu 1919. postaje zapovjednikom 26. brigade nakon čega je imenovan načelnikom stožera 2. zapovjedne grupe smještene u Kasselu. 

U listopadu 1920. postaje zapovjednikom 6. divizije sa sjedištem u Münsteru, dok je u prosincu iste godine unaprijeđen u general poručnika. Šestom divizijom zapovijeda do siječnja 1925. kada postaje zapovjednikom I. Vojnog područja koje je imalo sjedište u Berlinu. U listopadu 1926. Lossberg je promaknut u generala pješaštva. Dužnost zapovjednika I. Vojnog područja Lossberg obavlja do 31. siječnja 1927. godine kada se umirovljuje.
Nakon umirovljenja Lossberg se posvetio pisanju, te objavljuje više znanstvenih radova i knjiga uključujući i svoje memoare pod nazivom Moj posao u Velikom ratu, 1914. – 1918. Lossberg je bio jedan od najvećih stručnjaka tzv. obrane u dubinu ili elastične obrane koja je tijekom rata postala i službena doktrina njemačke vojske. Osnovni značaj takve obrane je da se na prvoj crti bojišta drži minimalni broj vojnika kako bi se izbjegli veći gubici od protivničkog topništva, a da se daleko veći broj vojnika drži u pričuvi kako bi nakon protivničkog napada isti mogli prijeći u protunapad i povratiti eventualno izgubljene položaje. Navedena doktrina u organizaciji obrane primijenjena je pri izgradnji Hindenburgove linije tijekom 1917. i 1918. godine.

Fritz von Lossberg preminuo je 14. svibnja 1942. u 74. godini života u Lübecku.

## Vanjske poveznice
(eng.) Fritz von Lossberg na stranici Prussianmachine.com

(njem.) Fritz von Lossberg na stranici Lexikon der Wehrmacht.de

(njem.) Fritz von Lossberg na stranici Bundesarchiv.de